# Aarikka
Aarikka Oy är ett finländskt familjeföretag som har specialiserad sig på inredningsföremål och smycken som huvudsakligen tillverkas av trä. Aarikka grundades av formgivaren Kaija Aarikka och Erkki Ruokonen år 1954 för att tillverka träknappar. År 2017 köpte Martinex Ab företaget från Kaija Aarikkas döttrar. Aarikka har en egen butik i Helsingfors vid Norra Esplanaden.

## Historia
Aarikkas produktion och administration verkade länge i Helsingfors i Vallgårds industrimområde. År 2017 och 2022 flyttade Aarikka tillverkningen av de drejade produkterna så som ljusstakar från Estland tillbaka till Finland. Familjeföretaget Sorvi-Pojat började tillverka trädelar som transporterades till Helsingfors för målning. Aarikkas produkter monteras i Frälsningsarméns arbetsverkstäder.
Den första Aarikka-butiken öppnades i Helsingfors vid Wredes passage år 1960 och den nästa butiken vid Bulevarden år 1963. Under sin höjdpunkt hade Aarikka omkring 20 egna butiker både i Finland och utomlands. På grund av lågkonjunkturen på 1990-talet överläts några av dessa butiker till franchisetagare.
En av Aarikkas mest kända produkter är träskulpturen Pässi som designades av Kaija Aarikka år 1973. Till företagets övriga produkter hör bland annat ljusstakar, smycken, leksaker och inredningsföremål så som trätomtar. Förutom trä har även silver använts som material i smycketillverkningen. Kaija Aarikkas dotter Pauliina Aarikka har arbetat som företagets konstnärlig direktör sedan mitten av 2000-talet.